# بيري تي جونز
بيري تي جونز (بالإنجليزية: Perry Jones)‏ هو لاعب كرة مضرب أمريكي، ولد في 22 يونيو 1890 في رانتشو كوكامونغا في الولايات المتحدة، وتوفي في 16 سبتمبر 1970 في لوس أنجلوس في الولايات المتحدة.

## وصلات خارجية
- بيري تي جونز على موقع قاعة مشاهير كرة المضرب الدولية (الإنجليزية)